# Дело Виктора Коэна
В июле 2014 года житель Владивостока Виктор Коэн был задержан по подозрению в убийстве своей сожительницы Галины Колядзинской. В августе 2015 года Ленинский районный суд Владивостока приговорил его к лишению свободы на срок 9 лет и 10 месяцев. После апелляционного обжалования приговор был отменён, однако в июне 2016 года Коэн вновь был признан виновным и приговорён к 9 годам и 9 месяцам лишения свободы. В ноябре 2016 года Приморский краевой суд оставил приговор по делу Коэна без изменений.
26-летняя Галина Колядзинская пропала без вести в ноябре 2011 года. Уголовное дело по факту убийства девушки было возбуждено лишь в июне 2014 года, а вскоре после этого было предъявлено обвинение Виктору Коэну, который в явке с повинной сознался в совершённом преступлении. По версии следствия, после очередной ссоры с сожительницей мужчина убил её, расчленил труп и вывез останки в лес, где сжёг их.
Дело Виктора Коэна получило широкий общественный резонанс: осуждённый неоднократно заявлял, что признание в убийстве было получено под воздействием пыток со стороны сотрудников уголовного розыска Владивостока. История убийства Колядзинской оказалась в центре внимания не только средств массовой информации и правозащитников, но и различных телевизионных шоу.

## Предыстория
Виктор Вадимович Половов (с 2012 года — Коэн) родился 9 июля 1988 года во Владивостоке. В 2005 году он окончил гимназию Дальневосточного государственного университета (ныне Дальневосточный федеральный университет).
В 2006 году Половов познакомился с Галиной Колядзинской. Девушка родилась в 1985 году в Ростове-на-Дону, а во Владивосток переехала вместе с семьёй в возрасте 13 лет. После окончания школы училась в художественном училище, затем поступила на факультет дизайна Дальневосточного федерального университета. Журналист издания Meduza Даниил Туровский отмечал, что мать описывала Галину «как творческого человека с взрывным характером».
К ноябрю 2011 года Половов и Колядзинская совместно проживали на съёмной квартире во Владивостоке. Знакомые пары рассказывали о ссорах, происходивших между молодыми людьми. Половов жаловался на девушку, называя её «неуравновешенной», а при допросах в 2014 году признавался, что Галина била его. Параллельно Виктор также находился в интимных отношениях с Татьяной Крапивиной, с которой познакомился летом 2011 года.

## Исчезновение Галины Колядзинской
В ноябре 2011 года Галина Колядзинская пропала без вести. По словам Половова, после очередной ссоры девушка собрала вещи и покинула съёмную квартиру, сообщив сожителю, что он её больше не увидит.
Как рассказывал сам Виктор Коэн в 2014 году в своей явке с повинной, 14 ноября 2011 года он совершил убийство Колядзинской. По словам мужчины, утром этого дня в телефонном разговоре Галина «оскорбляла [его], вымогала деньги для того, чтобы уехать из города и начать новую жизнь», а также высказывала угрозы «испортить жизнь» сожителю.
Приехав на съёмную квартиру, Половов задушил Колядзинскую, которая, согласно его словам, лежала на кровати в состоянии алкогольного опьянения, а затем, желая избавиться от трупа, отправился в магазин «Домотехника», где приобрёл мясорубку и скороварку, чтобы перемолоть фрагменты тела и разварить их, а также три пластиковых ведра. В другом магазине мужчина приобрёл нож с лезвием длиной 20 сантиметров.
Труп был расчленён Полововым, как сообщил он на допросе, непосредственно в квартире. Тело он положил на застеленный полиэтиленовыми шторами из ванной пол, после чего с помощью ножа и домашних инструментов приступил к расчленению. После наступления темноты Половов вынес останки Колядзинской в вёдрах из квартиры, поместил их в багажник своей машины; от ножа и инструментов он избавился, а скороварка использована в процессе уничтожения останков им не была. «Еще через несколько дней он отправился в лес рядом с заводом „Варяг“, собрал там несколько покрышек, обложил ими ведра и поджег. Когда огонь погас, Половов разбросал пепел по лесу и уехал», — писал Даниил Туровский, опираясь на материалы уголовного дела.
Поиски Колядзинской и оперативно-розыскные мероприятия результатов не принесли. В 2012 году Виктор Половов женился на Татьяне Крапивиной и вместе с супругой сменил фамилию на «Коэн».

## Расследование и суд
Уголовное дело по признакам преступления, предусмотренного частью 1 статьи 105 Уголовного кодекса Российской Федерации («Убийство)», было возбуждено следственными органами Владивостока в июне 2014 года. 23 июля 2014 года Виктор Коэн был вызван на допрос в Следственный отдел по Ленинскому району Владивостока. В этот же день его задержали и доставили в отдел по раскрытию преступлений против личности уголовного розыска (ОРЧ-4), где, согласно материалам уголовного дела, он написал явку с повинной, сознавшись в убийстве. Впоследствии сам Коэн неоднократно заявлял, что признание было сделано им под воздействием пыток.
Косвенными уликами в деле явились его общение в мессенджерах, где он спрашивал советы у знакомых о способах расчленения трупа, а также его странные насмешливые посты в соцсетях после пропажи девушки.
В ходе судебного разбирательства защитник Коэна Иван Михалёв основывал линию защиты на том, что в уголовном деле отсутствовали какие-либо физические улики, указывающие на то, что Галина Колядзинская мертва, а проведённые в квартире и автомобиле подсудимого экспертизы также не принесли убедительных результатов. «Следов биологических веществ, принадлежащих человеку, на месте предполагаемого сожжения тела Галины, не обнаружено», — указывал адвокат.
11 августа 2015 года Ленинским районным судом Владивостока Виктор Коэн был признан виновным в совершении убийства и приговорён к лишению свободы на срок 9 лет и 10 месяцев. Приговор был обжалован в апелляционном порядке, после чего Приморский краевой суд отменил его и направил на пересмотр.
21 июня 2016 года Коэн был вновь признан Ленинским районным судом виновным в убийстве и приговорён к 9 годам 9 месяцам лишения свободы. 28 ноября 2016 года судебная коллегия по уголовным делам Приморского краевого суда оставила приговор в силе.
В 2024 году Коэн вышел на свободу. Он продолжает настаивать на своей невиновности и на том, что Галина может быть жива.

## Общественный резонанс
Ряд средств массовой информации и правозащитников поставили под сомнение вину Коэна. Это связано с тем, что сам осуждённый заявлял о пытках со стороны оперативных сотрудников ОРЧ-4. Кроме того, данное подразделение уголовного розыска УМВД России по Приморскому краю неоднократно попадало в фокус внимания прессы в связи с жалобами на «выбивание» признаний в преступлениях.

## В массовой культуре
- Посвящённый делу Виктора Коэна эпизод был выпущен в рамках 16 сезона телевизионного шоу «Битва экстрасенсов». «Экстрасенсы пришли к выводу, что он не убивал и Коэна с женой ждет счастливое будущее. Вскоре после выхода программы супруга с убийцей развелась и устроила личную жизнь с другим мужчиной. А телезрители в Сети могут посмотреть видео допроса, где Виктор Коэн рассказывает следователю, как убивал», — критиковал программу видеоблогер Михаил Лидин в интервью «Комсомольской правде»[8].
- Делу Виктора Коэна посвящён выпуск телепередачи «Мужское/Женское»[9] (2015)
- Документальный фильм «Дело Коэна» из цикла «Это реальная история»[10] (2018)
- Интервью Виктора Коэна журналистке Саше Сулим (2024)[5]